# Agrochola bicolorago
Agrochola bicolorago là một loài bướm đêm trong họ Noctuidae.